# Ferrovie Appulo Lucane

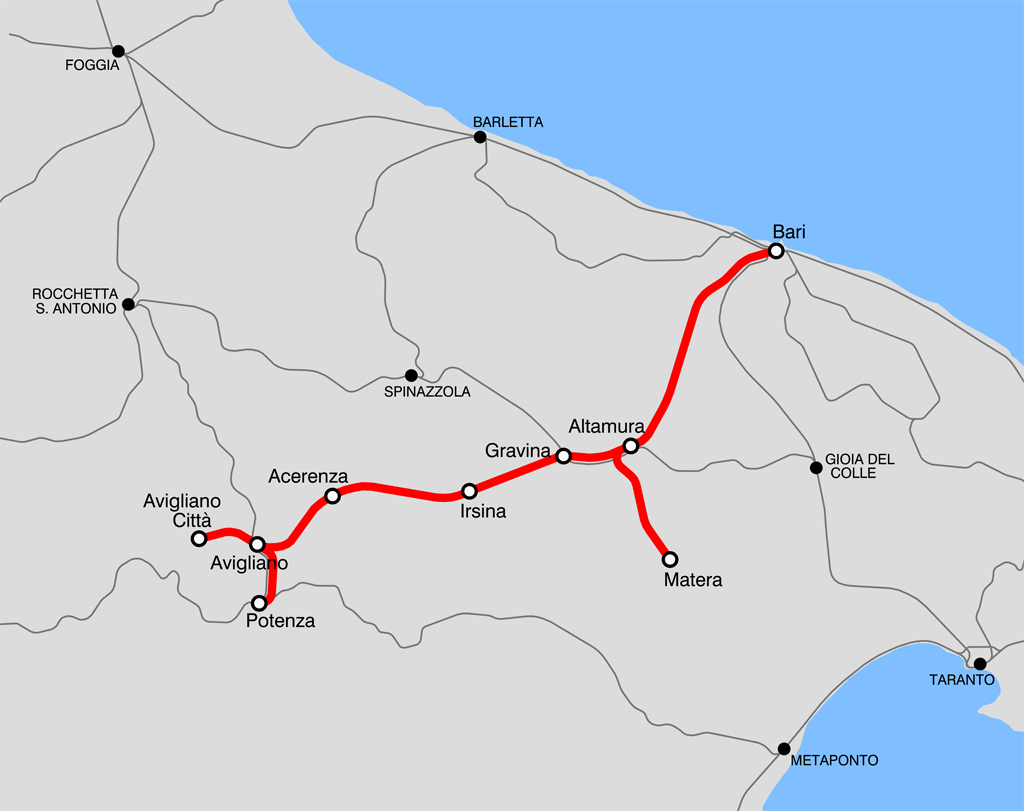
Liniennetz

Die Ferrovie Appulo Lucane (FAL) sind ein regionales Verkehrsunternehmen in Süditalien. Es betreibt ein Netz schmalspuriger (950 mm) nichtelektrifizierter Eisenbahnstrecken in den Regionen Apulien und Basilikata. Zur Ergänzung dienen Linienbusse in diesen Regionen auf einem Streckennetz von rund 1000 km, die ebenfalls von der Gesellschaft betrieben werden. Gesellschaftsform ist die società a responsabilità limitata (s.r.l.). Die Gesellschaft wurde zum 1. Januar 2001 als Nachfolgerin der Gestione Commissariale Governativa delle Ferrovie Appulo Lucane ed Autoservizi Integrativi tätig.

## Geschichte
1915 wurden die Strecken Bari–Altamura–Matera und Matera–Villalongo (3 km) eröffnet. Auf letzterer wurde 1974 der Verkehr wieder eingestellt. 1928 wurde die Zweiglinie von Matera nach Montalbano Jonico (66 km) eröffnet, die 1972 eingestellt wurde. 1933 wurde die Strecke von Altamura nach Avigliano sowie deren Verlängerung nach Potenza eröffnet. 1931 entstand eine Verlängerung von Potenza nach Laurenzana (43 km), diese wurde 1969 wieder stillgelegt.
Von 1964 bis 1990 wurden die von der Mediterranea-Calabro-Lucane (MCL) abgetretenen Strecken von den Ferrovie Calabro Lucane (FCL) betrieben. Ende 1990 wurde das Netz der FCL aufgeteilt auf die FAL und die Ferrovie della Calabria (FC). Daher besteht bei den beiden Bahnen eine gewisse Übereinstimmung, z. B. bei den Fahrzeugen.

## Streckennetz
Die fahrplanmäßig befahrenen Strecken gliedern sich in zwei Teilnetze (Stand Dezember 2017):
- Bari Centrale–Toritto–Altamura mit Flügelung in Altamura nach Matera Sud und Gravina (87 km): 18 Zugpaare täglich nach Altamura sowie 6 weitere zwischen Bari und Toritto
- Avigliano Città–Avigliano Lucania–Potenza Potenza Scalo (13 km): 16 Zugpaare[1]

Die beiden Teilbetriebe mit Depots in Bari Scalo und in Potenza arbeiten in der Praxis wie eigenständige Unternehmen. Die durch kaum besiedeltes Gebiet führende Verbindung der beiden Teilnetze zwischen Gravina und Avigliano Lucania wird kaum befahren.

## Triebfahrzeuge

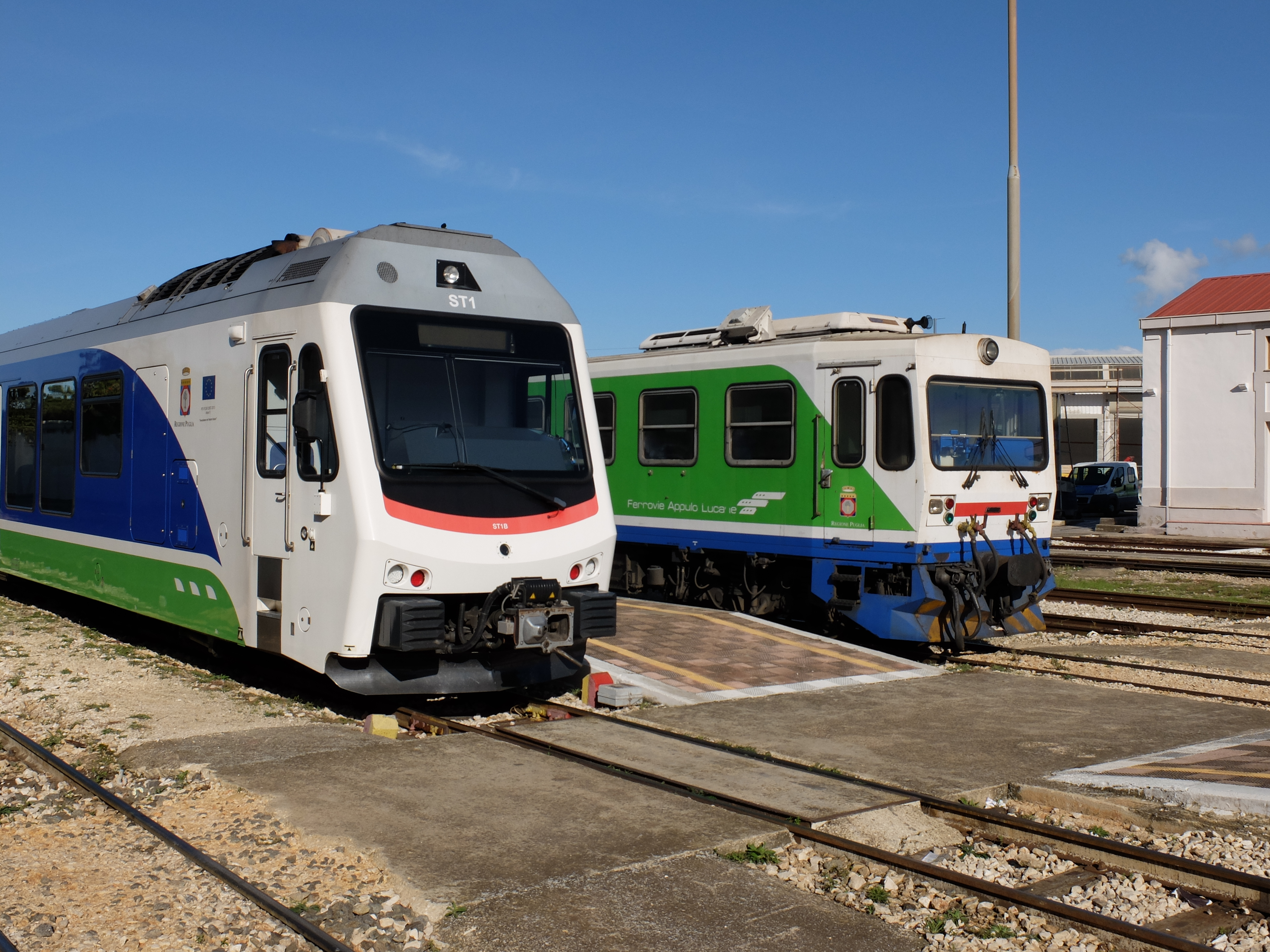
Der Personenverkehr wird von den Triebzügen der Reihen SB und ST (links) und den M4-Triebwagen (rechts) bewältigt.

Bei den FAL kamen oder kommen die folgenden Triebfahrzeuge zum Einsatz:
- Triebwagen M2.120
- Triebwagen M2.200
- Triebwagen M4
- Triebzüge SB und ST
- Diesellokomotiven LM4
- Museumslokomotiven Reihe 400